# Carmine Manzi
Carmine Manzi (Mercato San Severino, 18 settembre 1919 – Mercato San Severino, 3 aprile 2012) è stato uno scrittore, giornalista e saggista italiano.
Nel 1949 fu tra i fondatori dell'Accademia di Paestum, della quale è stato presidente dalla fondazione fino alla sua scomparsa; fondò e organizzò il premio nazionale Paestum. Dal 1954 al 1956 fu sindaco di Mercato San Severino.
Fu insignito del Premio della Cultura della Presidenza del Consiglio dei Ministri oltre che della medaglia d'oro dei Benemeriti della Cultura e dell'Arte; nel 1992 fu nominato Cavaliere di Gran Croce dall'allora presidente della Repubblica Oscar Luigi Scalfaro.
Nel 2009 gli è stato conferito il "Sigillo Accademico dell'Università degli Studi di Salerno” dall'allora Rettore Raimondo Pasquino. 
Fu direttore della rivista Fiorisce un cenacolo.

## Biografia
Carmine Manzi, poeta, scrittore, giornalista, conferenziere, nacque il 18 settembre 1919 a Sant'Angelo di Mercato San Severino, dove trascorse l'infanzia e la giovinezza.
Dopo aver frequentato l'Istituto magistrale di Salerno e l'Università degli Studi di Napoli "L'Orientale" e aver prestato servizio militare nella Seconda guerra mondiale, nel 1953 sposò Maria Amoroso, da cui ebbe tre figli: Anna, Andrea e Filomena.
Sia nel paese nativo sia nel Capoluogo di Mercato S. Severino fu apprezzato maestro di generazioni di fanciulli. Fu anche Sindaco dal 1954 al 1956, distinguendosi per entusiasmo e integrità nell'amministrazione della cosa pubblica.
Nel 1940 fondò la rivista di lettere e arti Fiorisce un cenacolo e nel 1949 l'Accademia di Paestum, per lo sviluppo delle lettere e delle arti, delle scienze, dell'archeologia e del giornalismo.
Ricevette più di 600 tra diplomi, onorificenze e medaglie per la sua vasta e molteplice attività letteraria.
In particolare, ricordiamo: sette volte il Premio della Cultura della Presidenza del Consiglio dei ministri (1961, 1968, 1973, 1976, 1978, 1989, 2003); La Medaglia d'argento dei Benemeriti della Cultura e dell'Arte (1992, dal Presidente della Repubblica).
Per i suoi sessant'anni di attività letteraria, venne insignito della massima onorificenza di Cavaliere di Gran Croce dell'Ordine al merito della Repubblica Italiana. Festeggiando i novant'anni fu insignito del Sigillo d'Oro da parte del Senato Accademico dell'Università degli Studi di Salerno. Come segno di apprezzamento della sua lunga e feconda attività letteraria ricevette ben nove lauree honoris causa in Italia e all'estero.
Ha scritto più di 130 libri, tra poesia, narrativa e saggistica, di cui alcuni tradotti in francese, inglese, spagnolo, greco e castellano.

## Opere

### Poesia
La prima raccolta di poesie è Parve faville (1938), cui seguirono:
- Acqua di sorgente (1955);
- Gocce di rugiada (1969);
- I canti del rimpianto (1973);
- Frammenti di un'estate romana (1995);
- Voci dal profondo (1996);
- La corsa dei giorni (1998);
- La scala per il cielo (1999);
- Le ultime del millennio (2002);
- La lampada (2004);
- Canti del mattino e della sera (2006);
- Quella calza così povera (2009);
- Non finisce oggi il giorno (2009).

### Narrativa
Tra le opere di narrativa ricordiamo:
- Passeggiate salernitane (1972);
- Taccuino da Paestum (1981);
- Massime e pensieri (1982);
- Diario amalfitano (1988);
- Terza pagina (1993).

### Saggistica
Libri di saggistica:
- Uomini d'arte e di pensiero (in 8 volumi, dal 1972 al 1980);
- Napoli d'altri tempi (1984);
- Giacomo Leopardi e i canti napoletani (1988);
- Lucia nei Promessi Sposi (1989);
- Lineamenti di critica e letteratura (1995);
- I mosaici di Michele Frenna (2000);
- Dagli archivi della memoria (2001);
- Il Papa alla finestra (2007);